# 祈福黨
祈福黨，是主要活躍於香港和中國的詐騙集團，也出沒於台灣及馬來西亞、澳大利亚、美國、加拿大、英國等華人較多的城市。祈福黨的犯罪行為通常以華裔中老年人為詐騙目標，以欺騙手段牟取迷信民間信仰的陌生人的信任，以玄學道術為名，實際騙取事主現金或者財產後人間蒸發。

## 犯罪組織
祈福黨是一幫不法之徒，至少有三人，組織成犯罪集團，成員中有角色扮演，例：
- 騙徒甲—神醫：被其他人稱為法力無邊的一角，行蹤神秘，視錢財如糞土，不涉俗務，世外高人。
- 騙徒乙—神醫的徒弟、助手或至親：協助神醫處理俗務，祈福財物交收，應付信眾。
- 騙徒丙—到處尋找神醫，其實是尋找犯案對象，並極力游說苦主一同相信該神醫法力無邊。

## 祈福黨受害人特質
1. 防騙意識低：無知的婦孺及老人家，對陌生人沒警覺，容易輕信別人。
2. 一意獨行：作出重大決策之前，也不習慣與家人朋友商討，漠視銀行職員等專業人士的忠告。
3. 具有羊群心理。
4. 相信超自然力量、迷信。
5. 心愛家人，為家人祈福，不惜以自己的財物犯險。

## 犯案過程
1.騙徒丙、擔任千門的‘正將’角色，當眾(多在酒樓搭枱)假裝到處找神醫。
2.如果有對象查詢，他使用千門的昆術(口術)；佯稱自己家人有事，知道神醫法力無邊，可以為他祈福，並且極力游說受害人相信時運低，一同去找神醫代祈福。
3.騙徒乙出現，擔任千門的‘媒’角，使用江相派千術的‘隆’術；並承諾信眾求神醫為眾人祈福，但是要信眾交出畢生財物作為祈福祭品，並保証祈福之後，有關財物可以完璧歸還各位信眾。 當中，並強調祈福用財物金額越多越有誠意。
4.受害者初或半信半疑，不過經不起騙徒丙的游說，錯下決心，回家取出財物，或到銀行把存款提取出來，作為祈福祭品。
5.在祈福過程中，財物的包裹在苦主不察之際，給騙徒調包了。
6.祭禮事後，騙徒乙指示信眾，祈福財物包裹不可即場開啟，必須回家後或數日後才可以開封。
7.結果，當祈福黨人間蒸發之後，苦主才發現財物不翼而飛，可惜已經上當受騙了。

## 防治方式
- 事主：應直接或間接拒絕、以及致電家人商量，及避免提取大量現金予陌生人。
- 家人：應小心勸予事主提防騙徒，並多給予公民教育知識。 例如每次有類似新聞，都剪報及讀報給她聽，或者在家中輪流玩「角色扮演」，直至知道她完全了解為止，為免太說教式，可以一時扮替她找優差的「好心人」，一時又扮幫她發達的「貴人」。
- 銀行職員等專業人士：對於提取大量現金的長者或婦孺可咨詢其現金去向，以防事主墮入騙局。
- 警察：提供公民教育，如作社區講座、電視宣傳片等，另外可加強巡邏。

## 新發展
現時祈福黨員有以「幫助找工作」為名而為受害者祈福，而不是採用過往的醫病或睇相。
香港立法會議員張文光於2006年12月5日在立法會上建議把祈福黨的行為列入《有組織及嚴重罪行條例》的覆蓋範圍內，以增加刑罰的阻嚇性。警察公共關係科總警司馬維祿在回應時指警方現時在把疑犯個案提交律政司時，亦有作相關建議。而有關罪行一旦其控罪得到法庭的確認，其刑罰會比一般的祈福騙案增加約20%。

## 刑罰
- 香港法例第210章《盜竊罪條例》，以欺騙手段取得金錢利益。
- 香港法例第455章《有組織及嚴重罪行條例》。

## 相似騙案
- 天仙局
- 假金飾、假玉鐲、寶藥黨
- 高科技電子零件黨
- 跌錢黨  （页面存档备份，存于）
- 模特兒公司騙案
- 倫敦金
- 電話騙案
- 結他班騙案
- 借錢黨
- 德福花園祈福命案